# 포토마스크

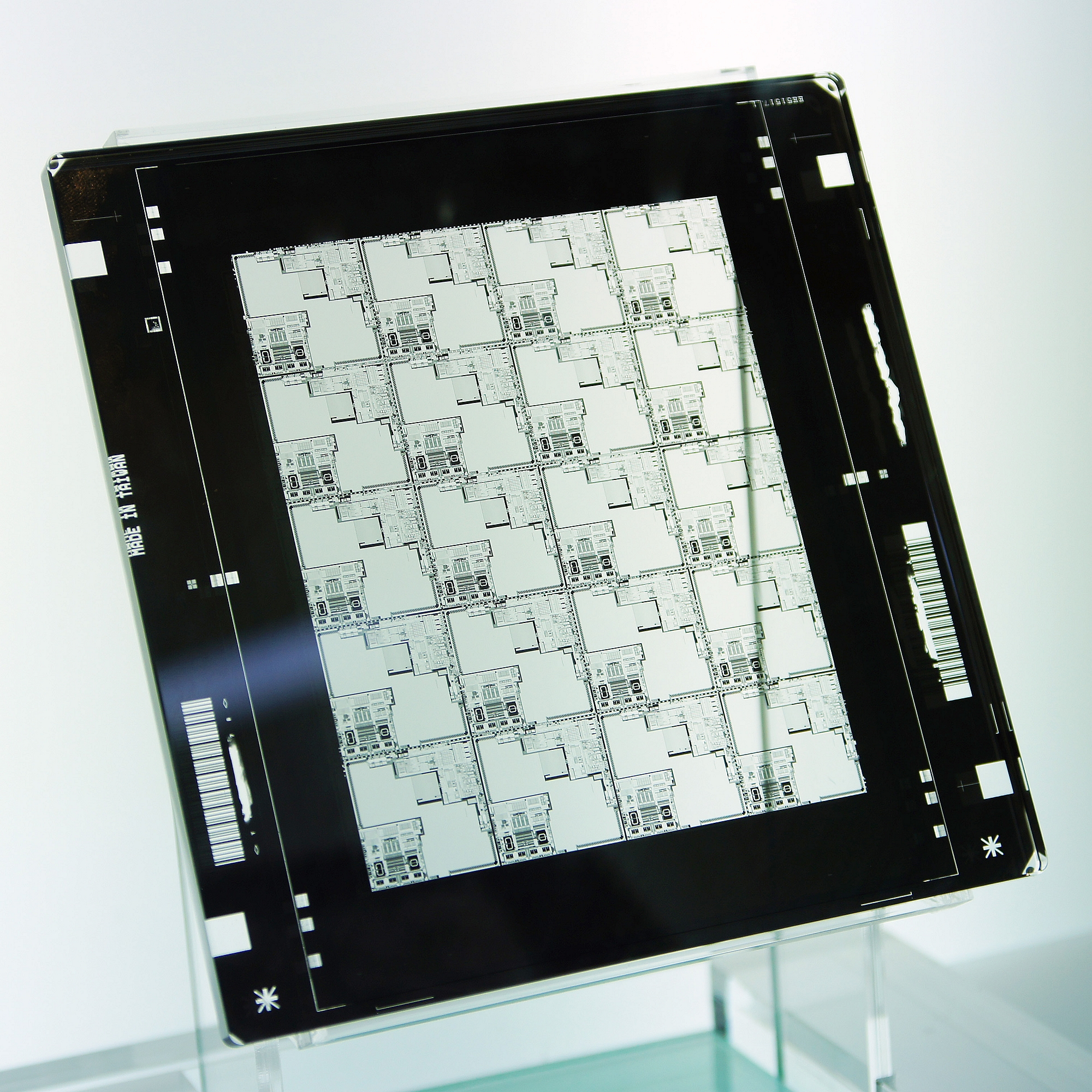
포토마스크

포토마스크(Photomask) 또는 간단히 마스크(mask)는 정의된 패턴으로 빛을 비추는 투명한 영역이 있는 불투명 판이다. 포토마스크는 집적 회로(IC 또는 "칩") 생산을 위한 포토리소그래피에서 일반적으로 사용되어 얇은 웨이퍼 재료(일반적으로 규소)에 패턴을 생성한다. 반도체 제조에서는 마스크를 레티클(reticle)이라고도 한다.
포토리소그래피에서는 여러 개의 마스크가 차례로 사용되며 각 마스크는 완성된 디자인의 레이어를 재현하며 함께 마스크 세트(mask set)로 알려져 있다.

## 같이 보기
- 배치설계권
- 스테핑